# Bitwa morska przy porcie Damme
Bitwa morska przy porcie Damme – starcie zbrojne, które miało miejsce dnia 30 maja 1213 r. w trakcie walk angielsko-francuskich.
W roku 1204 król Francji Filip II August zagarnął francuskie posiadłości należące do króla angielskiego Jana bez Ziemi. Stało się to przyczyną wojny pomiędzy Francją a Anglią i sprzymierzoną z nią Flandrią.
W roku 1213 Filip wysłał w kierunku flamandzkiego portu Damme flotę w liczbie 400 okrętów i 15 000 ludzi (700 rycerstwa). W trakcie wyprawy wojska francuskie zdobyły Ieper oraz Brugię, po czym zostawiając niewielkie siły na okrętach, ruszyły na Gandawę. Zagrożony hrabia Flandrii poprosił o pomoc króla angielskiego, który wysłał mu na pomoc swojego brata Wilhelma hrabiego Salisbury (zw. Długim Mieczem), oraz hrabiego Boulogne Reginalda. Flota angielska liczyła 500 okrętów (wielu marynarzy i 700 rycerzy). Dnia 30 maja flota dopłynęła do Damme, gdzie zaatakowała okręty przeciwnika bronione przez nieliczne siły. Anglicy zdobyli 100 jednostek francuskich, kolejne 100 spalili w trakcie bitwy. Próbując wykorzystać sukces, na ląd wysadzono znaczny oddział wojska, który został jednak rozbity przez powracających Francuzów. Po tym starciu Anglicy powrócili na okręty i opuścili Flandrię, pozostawiając zdobyte okręty francuskie. Decyzją króla Francji okręty zostały jednak spalone, z obawy przed powrotem Anglików. Po bitwie wojska francuskie spustoszyły Flandrię.